# أتول كولكارني
أتول كولكارني هو ممثل هندي، ولد في 10 سبتمبر 1965 في الهند. من الجوائز التي نالها جائزة الفيلم الوطني لأفضل ممثل مساعد ‏ وجائزة فيلم فير جنوب.

## أعمال

### أفلام
- (2006) رانج دي باسانتي[4]
- (2006) كيدي
- (2017) رييس[5]

## جوائز
- جائزة الفيلم الوطني لأفضل ممثل مساعد [الإنجليزية]‏
- جائزة فيلم فير جنوب

## وصلات خارجية
- أتول كولكارني على موقع IMDb (الإنجليزية)
- أتول كولكارني على موقع قاعدة بيانات الفيلم (الإنجليزية)